# Otto von Baditz

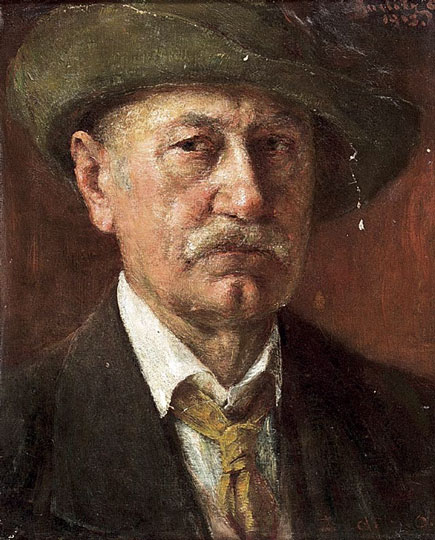
Selbstporträt, 1913, Öl auf Leinwand, 37,5 × 31 cm

Otto von Baditz, auch Otto Baditz, (* 19. März 1849 in Magyarkeresztúr; † 21. April 1936 ebenda) war ein ungarischer Maler.

## Leben
Otto von Baditz wurde 1849 als Sohn eines Gutsbesitzers geboren. Nach dem Abitur studierte er Rechtswissenschaften in Pressburg (heute Bratislava) und besuchte Malereikurse bei Károly Steinacker in Sopron. Bald beschloss er, sich ganz der Malerei zu widmen. Er begann 1870 ein Studium an der Kunstakademie Wien bei Vilmos Engerth und studierte ab 1876 an der Münchner Kunstakademie bei Wilhelm von Diez. Bis 1890 lebte von Baditz vorwiegend in München und Dachau und betrieb mit Béla Spányizog ein gemeinsames Atelier. 1890 ging er nach Budapest. Dort war er zeitweilig Direktor des National-Salons. Ab 1911 lebte er zurückgezogen auf seinem Besitz in Tótkeresztúr (heute Križevci, Slowenien).

## Werk

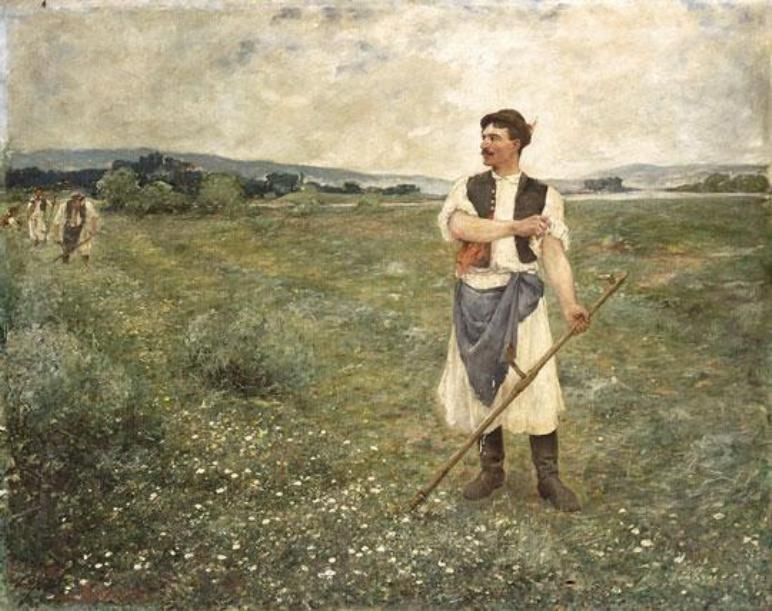
Otto von Baditz, Mann mit Sense, Öl auf Leinwand, 96 × 121 cm

Von Baditz war überwiegend als Genremaler tätig, aber auch ein gefragter Porträtist. Zu seinen bevorzugten Sujets zählten vor allem Szenen aus dem Leben der ungarischen Bauern. Seine Werke sind geprägt von der Münchner Schule, aber auch von Malern wie Gustave Courbet. Von Baditz betätigte sich auch als Illustrator für ungarische Zeitschriften und gestaltete einen Gedichtband des ungarischen Lyrikers Josef Kiss.

## Ausstellungen

### Einzelausstellungen
- 1949: Ferenc-Liszt-Museum, Sopron

### Gruppenausstellungen
- 1878–1914 Kunsthalle Budapest
- 1882 und 1888 Internationale Kunst-Ausstellung Wien
- 1900 Weltausstellung Paris